# Martin Stopford

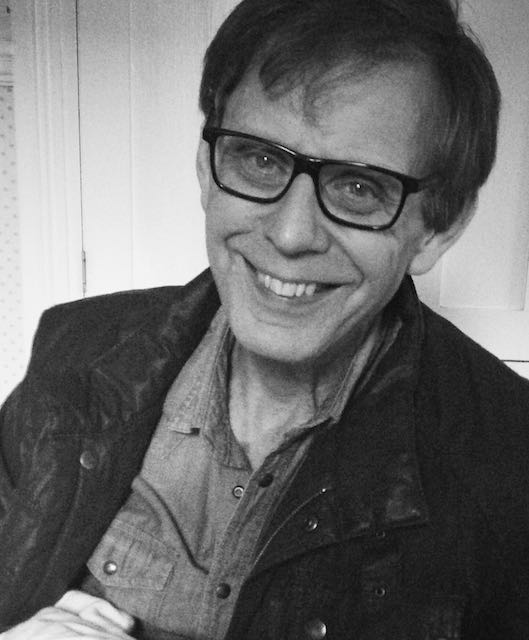
Martin Stopford

Martin Stopford is een Brits econoom die zowel als docent, schrijver, consultant en manager actief is geweest. Het werk van Stopford wordt regelmatig in vooraanstaande media gebruikt, zoals The Economist, de Financial Times, Bloomberg en Lloyds List. In 2010 ontving Stopford de Lloyd's List Lifetime Achievement Award. Stopford is ook een raadslid bij Clarksons plc, een vooraanstaande scheepshandelaar.

## Jeugd en opleiding
Stopford werd geboren te Bolton, Lancashire in 1947 als zoon van een clericus. Hij doorliep de Prestfelde School te Shrewsburey en Denstone College te Staffordshire. In 1966 bemachtigde Stopford een studiebeurs aan Keble College van de Universiteit van Oxford waar hij politiek, filosofie en economie studeerde. Hier kreeg Stopford onder andere les van Adrian Darby, James Griffin, Paul Hayes en Basil Mitchell. In 1979 rondde Stopford zijn doctoraat in de economie af aan Birkbeck College, dat verbonden is aan de University of London.

## Carrière
In 1971 raakte Stopford betrokken bij Maritime Transport Research, een adviesbureau gespecialiseerd in de scheepvaart. Hier onderzocht hij het maritiem vervoer, wat leidde tot de publicatie van de "Dry Cargo Ship Demand to 1980" samen met Jack Griffiths, Sue Bland en John Stapleton. De publicatie was opgesplitst in zes delen die het vervoer van 220 verschillende soorten lading over zee beschreef.
In 1977 begon Stopford als econoom bij British Shipbuilders. In 1981 werd hij hier onderzoeksdirecteur, in welke functie hij het tijdens de economische crisis van de jaren 80 niet gemakkelijk had bij het opstellen van de jaarlijkse bestuursplannen. In 1988 begon Stopford als scheepvaarteconoom bij Chase Manhattan Bank, net op het moment dat de scheepvaart uit de crisis klom. In augustus 1990 begon hij als MD bij Clarkson Research. Het groeide uit tot een bedrijf met meer dan 200 producten dat klanten in zowel de expeditie, scheepsbouw, financiering als de offshore industrie. In 2004 werd Stopford lid van de raad van bestuur.

### Academia
Op het einde van de jaren 70 van de 19e eeuw begon Stopford te doceren aan de Cambridge Academy of Transport en in 1989 richtte hij de cursus Anatomie van de Scheepsfinanciering op, hetgeen hij nog steeds leidt. Ook richtte hij in 1984 de International Commodity Trade and Transport (ICTC) module aan het Center for Shipping, Trade & Finance op aan het CASS. Tijdens het eerste semester doceerde hij scheepvaarteconomie (tot 1990). Stopford publiceert regelmatig artikelen in vakbladen.
In 2009 ontving Stopford een ere-doctoraat aan de Solent University. Tijdens het Lloyds List Global Shipping Awards Dinner in 2010 ontving hij de Lifetime Achievement Award. Stopford is ook gastdocent aan de Cass Business School, aan de Dalian Maritime University, de Copenhagen Business School en Newcastle University.

### Prijzen
- Lloyds List Lifetime Achievement Award 2010[8]
- Seatrade 25th Anniversary Personality: Shipping Intelligence Award 2013[9]
- Onassis Prize for Shipping 2015[10]
- Capital Link Shipping Leadership Award 2016[11]

### Maritime Economics
In 1988 publiceerde Stopford de eerste editie van Maritime Economics bij Allan & Unwin. Het was het eerste handboek over de maritieme economie dat hierover een zeer breed beeld vormde. In 742 pagina's en 17 hoofdstukken geeft Stopford een zeer brede indruk van de scheepvaart, van een inleiding over de geschiedenis van het transport over water tot het doen van onderzoek rond de maritieme economie. De tweede en derde editie werden in 1997 en 2009 respectievelijk door Routlegde gepubliceerd. Maritime Economics is sinds de eerste druk in 1988 een standaardwerk geworden voor iedereen die de maritieme economie bestudeert. In 2005 ontving het dan ook de Chojeong Book Prize doordat het "een aanzienlijke bijdrage leverde aan de academische ontwikkeling van het maritieme transport en logistiek".

## Persoonlijk leven
Martin Stopford heeft twee kinderen, Benjamin en Elizabeth. Hij woont in Londen en fietst dagelijks naar zijn werk in de City. Stopford is een fervent tuinier en heeft een kleine organische boerderij in de Staffordshire Moorlands.

## Publicaties
- Stopford, Martin (1988) Maritime Economics. Allan&Unwin. Eerste editie
- Maritime Economics (1997). Tweede editie. Routledge. ISBN 0-415-27558-X
- Maritime Economics (2009). Derde editie. Routledge. ISBN 9780415275583